# Cabannes (Bocche del Rodano)
Cabannes è un comune francese di 4 373 abitanti situato nel dipartimento delle Bocche del Rodano della regione della Provenza-Alpi-Costa Azzurra.

## Società

### Evoluzione demografica
Abitanti censiti